# La Suprema
Die La Suprema ist ein 2003 in Dienst gestelltes Fährschiff der italienischen Reederei Grandi Navi Veloci. Sie wird auf den Strecken von Genua nach Palermo sowie nach Olbia und Tunis eingesetzt.

## Geschichte
Die La Suprema wurde am 1. Juni 2001 unter der Baunummer 1221 bei Nuovi Cantieri Apunia in Marina di Carrara auf Kiel gelegt und lief am 21. August 2002 vom Stapel. Nach der Ablieferung an Grandi Navi Veloci am 13. Mai 2003 erfolgte am 24. Mai die Taufe in Genua. Fünf Tage später nahm das Schiff den Fährbetrieb von Genua nach Porto Torres auf. Die La Suprema ist das jüngere Schwesterschiff der 2002 in Dienst gestellten La Superba.
Auf der Strecke nach Porto Torres wurde die La Suprema von Grandi Navi Veloci zusammen mit der Grimaldi Lines betrieben, weshalb das Schiff in dieser Zeit den Grimaldi Lines-Schriftzug am Rumpf trug. 2007 wechselte es auf die Strecke von Olbia nach Genua.
Im Februar 2008 wurde ein Verkauf der La Suprema nach Vietnam gemeldet. Zur geplanten Übernahme im Oktober desselben Jahres kam es jedoch nicht. Stattdessen blieb das Schiff weiterhin auf der Strecke von Olbia nach Genua in Fahrt.
Im September 2017 wurde die La Suprema von der FEMA nach San Juan verchartert, um dort als Wohnschiff für nach einem Hurrikan obdachlos gewordene Menschen genutzt zu werden. Im Februar 2018 verließ das Schiff San Juan wieder. 2021 diente es für das Rote Kreuz als Unterkunftsschiff für aus dem Mittelmeer gerettete Flüchtlinge.